# Друга книга Макавеїв
Друга книга Макавеїв — второканонічна книга що входить до канону книг Старого Заповіту. Історично належить до второканонічних книг оскільки не визнається євреями та протестантами і ними вважається апокрифом. Незважаючи на свою назву, Друга книга Макавеїв не є продовженням Першої книги Макавеїв. Очевидно за своїм стилем вона написана іншим автором, хоча частково і описує ті самі події, проте містить і додатковий матеріал.

## Розділи
- Глави 1 — 2: Два листи юдеїв до своїх братів у Єгипті
- Глава 2:19-32: Передмова автора із вказівкою на скорочення тексту від Ясона Киренейського у цій книзі
- Глави 3 — 7: Передісторія повстання Макавеїв; про Геліодора, який обікрав Храм (Гл.3); поганих первосвящеників (гл. 4); брутальність Антіоха (гл. 5) та його посланців (гл. 6), особливо проти Єлеазара (гл. 6:18-31). У главі 7 розповідається про сімох Макавейських братів із своєю матір'ю.
- У решті глав (гл. 8 — 14) проходить розповідь про повстання Макавеїв починаючи від Юди Макавея та закінчуючи смертю Ніканора.

Перемоги Юди (гл. 8): Смерть Антіоха (гл. 9): Очищення Храму (гл. 10): Перемога над Лісієм і укладання мирного договору (гл. 11): Перемога над сусідніми народами (гл. 12): Напад на Єрусалим Антіоха Евпатора (гл. 13): Похід і смерть Ніканора (гл. 14, 15)